# Earthling
Earthling är ett musikalbum inspelat av David Bowie i Looking glass studio, New York, USA och släpptes 1997. Finns både som CD-skiva och vinyl.

## Låtlista
Låtar där inget annat anges är skrivna av David Bowie, Reeves Gabrels och Mark Plati.
1. "Little Wonder" - 6.06
2. "Looking for Satellites" - 5.21
3. "Battle for Britain (The Letter)" - 4.48
4. "Seven Years in Tibet" (David Bowie, Reeves Gabrels) - 6.22
5. "Dead Man Walking (David Bowie, Reeves Gabrels) - 6.50
6. "Telling Lies" (David Bowie) - 4.49
7. "The Last Thing You Should Do" - 4.57
8. "I'm Afraid of Americans" (David Bowie, Brian Eno) - 5.00
9. "Law (Earthling on Fire)" (David Bowie, Reeves Gabrels) - 4.48

## Singlar släppta i samband med detta album
- "Telling Lies" - CD
- "Little Wonder" - CD
- "Seven Years in Tibet" - CD och vinyl
- "Dead Man Walking" - CD

## Medverkande
- David Bowie - Sång, gitarr, saxofon, keyboards
- Reeves Gabrels - Programmering, synthezisers, gitarr, sång
- Mark Plati - Programmering, keyboards
- Gail Ann Dorsey - Bas, sång
- Zachary Alford - Trummor
- Mike Garson - Keyboards, piano